# Pleurospermum kamtschaticum
Pleurospermum kamtschaticum är en flockblommig växtart som beskrevs av Auct. Pleurospermum kamtschaticum ingår i släktet piplokor, och familjen flockblommiga växter. Inga underarter finns listade i Catalogue of Life.